# Myotis levis
Myotis levis là một loài động vật có vú trong họ Dơi muỗi, bộ Dơi. Loài này được I. Geoffroy mô tả năm 1824.